# Laccophilus lateralis
Laccophilus lateralis är en skalbaggsart som beskrevs av Sharp 1882. Laccophilus lateralis ingår i släktet Laccophilus och familjen dykare. Inga underarter finns listade i Catalogue of Life.